# Ahmed Ben Bella
Mohamed Ahmed Ben Bella (Muhammad Ahmad Bin Balla, arabiska: أحمد بن بلّة), född 25 december 1918 i Maghnia, Tlemcen, död 11 april 2012 i Alger, var det självständiga Algeriets förste premiärminister och president och betraktas av många som nationens fader. Han var krigsveteran från andra världskriget och fotbollsspelare.
Han störtades efter endast två år vid makten av sin forne vän Houari Boumédiènne. Algeriet var under Ben Bella en enpartistat, styrd av Nationella befrielsefronten (FLN), som han var med och grundade.

## Biografi

### Uppväxt
Ben Bella föddes i en by i västra Algeriet i en sufisk familj. Han gick i skola i Tlemcen, men skolgången stördes av de europeiska lärarnas diskriminering av muslimer. Han kunde inte ta grundskoleexamen och lämnade skolan.

### Militärtjänst i franska armén
År 1936 tog han värvning i franska armén. Den var en av de få karriärmöjligheter som fanns för algeriska muslimer under kolonialstyret och rekrytering av frivilliga var vanligt. Han placerades i Marseille under andra världskriget och var mittfältare i fotbollslaget Olympique de Marseille 1939-1940. Han tackade nej till ett erbjudande av bli professionell fotbollsspelare.
Ben Bellas äldre bror hade också tjänstgjort i franska armén under första världskriget och blivit dödligt sårad. Också två andra bröder dog i unga år. 1940, mitt under andra världskriget, tog Ben Bella värvning igen under Offel de Villaucourt och tilldelades Croix de Guerre. När Frankrike föll för tyskarna hemförlovades han, men i stället gick han med i det marockanska infanteriet, tirailleurs, där han tjänstgjorde under den italienska kampanjen. Ben Bella befordrades och emottog 1944 Médaille Militaire, ur general Charles de Gaulles hand. Han mottog inte officersfullmakt, efter den franska arméns handlingar vid ett muslimskt uppror i den algeriska staden Setif i maj 1945.

### Före oavhängigheten
Ben Bella valdes till kommunfullmäktig och han var med och grundade den underjordiska Organisation Spéciale, som hade till syftet att bekämpa det koloniala styret. Den var en direkt föregångare till Front de Libération Nationale (FLN). Ben Bella arresterades 1951 och dömdes till åtta års fängelse, men lyckades fly och begav sig till Tunisien.
1954 deltog Ben Bella i den grupp på ett halvdussin personer, som i ett värdshus i Bern grundade FLN. Vid Självständighetskrigets utbrott, fyra månader senare, befann sig Ben Bella i Kairo, som en av nio ledamöter i Revolutionära Kommittén för Enhet och Handling, vilket var överorgan för FLN.
Han arresterades av fransmännen 1956, efter att hans flygplan kapats och förts till Frankrike och tillbringade tiden till 1962 i fängelse. Under fängelsetiden utsågs Ben Bella till vice premiärminister i den algeriska provinsiella regeringen. Han hade franska som modersmål och lärde sig arabiska först under fängelsetiden.
Liksom många samtida militanta araber, betraktade Ben Bella sig som "nasserist" och utvecklade goda förbindelser med Egypten också innan självständigheten.

### Algerisk självständighet
Efter Algeriets självständighet den 1 juli 1962 ökade Ben Bellas popularitet mer och mer. I juni 1962 utmanade han premiärminister Benyoucef Ben Kheddas ledarskap. I september styrde Ben Bella över hela Algeriet och valdes till premiärminister den 20 september. Valet erkändes av USA den 29 september. Algeriet upptogs som den 109:e medlemmen av FN den 8 oktober 1962. Därefter förklarade Ben Bella att Algeriet skulle förhålla sig neutralt i världspolitiken.
1963 valdes han formellt till president utan någon egentlig motståndare och han ledde Algeriets dyrköpta med slutligen framgångsrika försvar mot det marockanska anfallet under Sandkriget. Efter att landet stabiliserats utförde Ben Bella en serie landreformer i avsikt att gynna de egendomslösa bönderna och hans retorik antog i allt högre grad en socialistisk prägel. Han förde en politik som kallades autogestion, som infördes efter att bönderna delat upp de tidigare franska jordegendomarna vid en kollektivisering. Genom en balansgång mellan FLN och den statliga byråkratin blev hans styre allt mera autokratiskt. Excentriskt och arrogant uppträdande mot kollegor, sägs ha lett till att flera tidigare anhängare tog avstånd mot honom. Han uppmuntrade personkult och ägnade mer tid åt utrikesfrågor än åt inrikespolitiken.
Av Sovjetunionen tilldelades Ben Bella titeln Hjälte av Sovjetunionen den 30 april 1964.
Ben Bella avsattes den 19 juni 1965 av sin nära vän, försvarsministern överste Houari Boumédiènne, och sattes i husarrest på okänd ort till 1980, då han tilläts söka asyl i Schweiz. Som skäl för statskuppen angavs Ben Bellas misskötsel av administrationen och statsfinanserna. Han sades vara "en diabolisk diktator, som förödmjukat nationen, slösat bort allmänna medel och undertryckt de medborgerliga fri- och rättigheterna". I tio år efter frisläppandet bodde han i Lausanne, men tilläts återvända till hemlandet 1990.

### Senare aktiviteter
Ben Bella valdes till ordförande vid International Campaign Against Aggression on Iraq (ICAAI) vid dess Kairokonferens. Vid ett flertal tillfällen beskrev sig Ben Bella som en mild och fredsälskande islamist. Trots att han tidigare styrde en enpartistat, stödde han i slutet av sitt liv en demokratisk process i Algeriet. Han var en kontroversiell person, men i vissa kretsar vida respekterad för sin roll i den antikoloniala kampen och betraktas av många arabiska intellektuella som den siste riktige arabiska nationalisten.